# Matopi
Matopi est une ville du Botswana.